# Mitsubishi 4G63
4G63 - это автомобильный рядный четырёхцилиндровый двигатель Mitsubishi Motors из серии 4G6, старое название G63B серии «Mitsubishi Sirius».

## Описание
Двигатель объёмом 1997 см3, рядный 4 цилиндровый. Имеет чугунный блок и головку блока цилиндров из алюминиевого сплава с системой газораспределения SOHC или DOHC — с одним или двумя распределительными валами, 8 (12) или 16 клапанов. В блоке установлены два балансировочных вала, которые вращаются в противофазе, «для снижения вибраций второго порядка». Устанавливался как продольно так и поперечно, после модификации в другую сторону шкивами. Мог быть карбюраторным (mikuni, solex, weber), двух карбюраторным (lancer ex2000 rally), с моновпрыском (две электрических форсунки в корпусе дроссельной заслонки), инжекторным (ECI-multi впрыск).

## История
«Mitsubishi ввела новые двигатели MCA-Jet с пониженным загрязнением окружающей среды»
Первые двигатели были представлены в 1975 году на моделях Mitsubishi Galant/Galant Lambda/Galant Sigma/Sapporo/Delica/Celeste. Первым был разработан двигатель G62B, 1850 см3. Сразу же за ним появился G63B отличавшийся только объёмом, диаметром цилиндров и одной отливкой на блоке. В 1980 году появилась версия моновпрыск с турбонаддувом и 12 клапанами, устанавливалась на Lancer EX2000 и Galant Lambda/Sapporo, Starion, Tredia, Cordia. В 1984 представлен первый 8 клапанный инжекторный мотор, тогда же появился следующий по объёму в линейке мотор 4G64 -G64B (отличие — диаметры цилиндров и ход поршней за счет коленвала, блок чуть выше и шире). В различных модификациях G63B просуществовал на разных моделях до 1986-88 года, после чего линейка моторов серии Sirius была переименована на 4G63 и значительно модифицирована, появились DOHC версии, возросли мощности и ограничения экологических норм. В 1986 первый DOHC мотор и сразу, на раллийной машине — DOHC с турбонаддувом. С переименованием мотора, модификация 8 и 12 клапанов (SOHC) моновпрыск была снята с производства. Тогда же в 1986-87 годах появились моторы 16 клапанов DOHC 4G62/1800 см3, 4G61/1600 см3, 4G67/1800 см3, которые представляли из себя уменьшенную копию 4G63, а гбц на моторах 4G62 и 4G67 DOHC так и вовсе были идентичны с 4G63.
В 1993 году мотор первый раз значительно изменили — появилась мод. с креплением маховика к коленвалу на 7 болтов. Параллельно старая модификация 6-болтов продолжала ставиться на различные автомобили. Закатом 8 клапанных версий можно назвать ужесточение всемирных экологических норм, и эффект глобализации, моторы стали нужны не на 15 лет а на 7. Последняя 8 клапанная инжекторная версия −1993 год, карбюраторная просуществовала дольше по причине дешевизны и надежности — на моделях коммерческого назначения до 1998 года соответствуя нормам евро-3. В 1995 году 7-болтовая модификация получила маркировку 4G63T, другую гбц DOHC (т. н. квадратную голову) и версию с турбонаддувом. В 1997 снята с производства 6-болтовая версия DOHC инжектор с турбонаддувом. В 2003 представлена 7-болтовая модификация с системой MIVEC.
Также стоит упомянуть о сторонних производителях входивших в разные годы с компанией MITSUBISHI MOTORS в союзы и вынесшие из них на своих машинах в различных модификациях этот двигатель. В их числе Chrysler, Dodge, Plymouth, Eagle/AMC, Mazda, Proton, Hyundai, Kia, Great wall, CMC, Chery. Самой использовавшей это мотор была компания HYUNDAI, и модель Stellar с 1985 года, в 1996 году HYUNDAI c помощью своего партнера MITSUBISHI MOTORS использовали головку блока цилиндров 4G63 и блок цилиндров 4G64 для создания своего нового двигателя объёмом 2,4 литра для установки на автомобиль Hyundai Sonata с 1998 по 2005 годы и на автомобиль Kia Optima с 2000 по 2004 годы. У Корейских производителей маркируется как G4JS. В неизменном виде 4G63 у прочих производителей просуществовал дольше всего на Hyundai Sonata до 1994 года, у Китайских производителей выпускается до сих пор.
Промежуток с 1992 по 1997 год выпускались самые разнообразные версии этого мотора, стоит отметить несколько самых необычных для двигателя получившего славу на ралли и гонках. версия 7-болт дефорсированная SOHC 16 клапанная с карбюратором, ставившаяся на Canter, L300, Delica. и версия 7-болт SOHC 16 клапанная с инжектором с трамблером перенесенным на шестерню распредвала.

## Характеристики
- Среднее значение мощности(в зависимости от настройки производителя под разные модели автомобилей) в л. с. и варианты сочетания системы питания:
- 87 л. с. в 8 клапанном(SOHC) карбюратор,
- 91 л. с. в 8 клапанном(SOHC) моновпрыск,
- 105 л. с. в 16 клапанном(SOHC) карбюратор,
- 110 л. с. в 8 клапанном(SOHC) инжектор,
- 130 л. с. в 12 клапанном(SOHC) моновпрыск с турбонаддувом.
- 135 л. с. в 16 клапанном(SOHC) инжектор,
- 144 л. с. в 16 клапанном(DOHC) инжектор,
- 185* л. с. в 16 клапанном (DOHC) инжектор с турбонаддувом.
- 170 л. с. в 16 клапанном (DOHC) инжектор с компрессором**.
- * в гражданском варианте турбированный двигатель как правило был мощностью 185 сил, но на некоторых моделях эту мощность поднимали до 220—240 л. с., а максимальное заводское значение 280 л. с. было на машинах для ралли, на модели Galant VR4 в конце 1980-х годов, и было обусловлено требованием ФИА ограничить мощность машин в группе «не более 300 л. с.»
- ** малой серией выпускался двигатель подготовленный в тюнинг ателье AMG c механическим компрессором. ставился только на Galant в кузове E33A, но AMG дорабатывала эти моторы и ранее на предыдущих поколениях модели.

## Применение
Список автомобилей, где применялся двигатель 4G63:
- 1980-1985 Mitsubishi Sapporo
- 1981—1986 Mitsubishi Lancer EX2000 turbo
- 1986—2006 Mitsubishi Canter
- 1982—1998 Mitsubishi Chariot
- 1992—1999 Mitsubishi Space Runner
- 1992—1999 Mitsubishi Space Wagon
- 1985—1988 Mitsubishi Cordia
- 1980—2015 Mitsubishi Delica
- 1980—2002 Mitsubishi L300
- 1989—1999 Mitsubishi Eclipse
- 1975—2003 Mitsubishi Galant
- 1982—1995 Mitsubishi L200/Mighty Max
- 1991—2006 Mitsubishi Lancer Evolution
- 1982—1998 Mitsubishi Pajero
- 1991—2001 Mitsubishi RVR
- 1984—1988 Mitsubishi Starion
- 1986—1988 Mitsubishi Tredia
- Mitsubishi Airtrek
- Mitsubishi Dion
- с 2004 по настоящее время Brilliance BS6
- 1981—1985 Dodge Colt Vista
- 1994—1999 Dodge Neon
- 1987—1989 Dodge Ram 50
- 1989—1992 Eagle Vista Wagon
- 1990—1998 Eagle Talon
- 1985—1989 Hyundai Stellar
- 1986—2005 Hyundai Sonata
- 2000—2005 Kia Optima
- 1990—1994 Plymouth Laser
- 1995—2002 Proton Saga
- 1996—2002 Proton Perdana
- с 2013 по настоящее время JAC-S5

## 4G63T
4G63T это четырёхцилиндровый рядный бензиновый двигатель объёмом 1997 см3 с турбонаддувом и механизмом газораспределения DOHC. Максимальная мощность 185—280 л. с. при 6500 об/мин., максимальный крутящий момент 382 Н*м при 3500 об/мин. Он имеет чугунный блок и кованые стальные шатуны. ставился на Mitsubishi Lancer Evolution c 4 по 9 поколение включительно. Победы автомобилей Mitsubishi в мировом ралли многочисленны, удостоены огромного числа наград. Так гонщик То́мми Мя́кинен за рулем этого автомобиля был непобедим с 1996 по 1999 год. Его команда выиграла чемпионат мира среди производителей 1998 года.